# Strjama
Strjama (bułg. Стряма, gr. Σύρμος – Sirmos lub Σύρμας – Sirmas, łac. Syrmus) – rzeka w środkowej Bułgarii, prawy dopływ Maricy w zlewisku Morza Egejskiego. Długość – 110,1 km, powierzchnia zlewni – 2853 km².
Źródła Strjamy znajdują się na południowych zboczach szczytu Weżen w paśmie Złatiszko-Tetewenska płanina w środkowej Starej Płaninie. W górnym biegu nosi nazwę Kamenidica. Płynie na południowy wschód przez Kotlinę Karłowską, po czym, skręcając na południe, przełamuje się przez łańcuch Srednej Gory między pasmami Sysztinska Sredna Gora i Syrnena Gora (przełom czukurlijski). Po wypłynięciu z gór na Nizinę Górnotracką Strjama bifurkuje – oddziela się od niej rzeka Dyłga Wada. Strjama uchodzi do Maricy 15 km na wschód od Płowdiwu.
Największe dopływy Strjamy to Wyrlisztnica, Belesznica, Tatłydere, Stara reka i Bjała reka.